# Borek (okres České Budějovice)
Borek je obec ležící v okrese České Budějovice v Jihočeském kraji, zhruba 6 km severovýchodně od centra Českých Budějovic. Borek byl dlouhá desetiletí poznamenán dopravou na Pražské ulici, tvořící silnici I/3 z Českých Budějovic do Tábora a Prahy; otevřením úseku dálnice D3 v roce 2017 došlo k výraznému zklidnění. Od roku 1991 do obce zajíždí trolejbusová linka budějovické MHD. Žije zde přibližně 1 600 obyvatel, katastrální výměra činí 193 ha.

## Historie

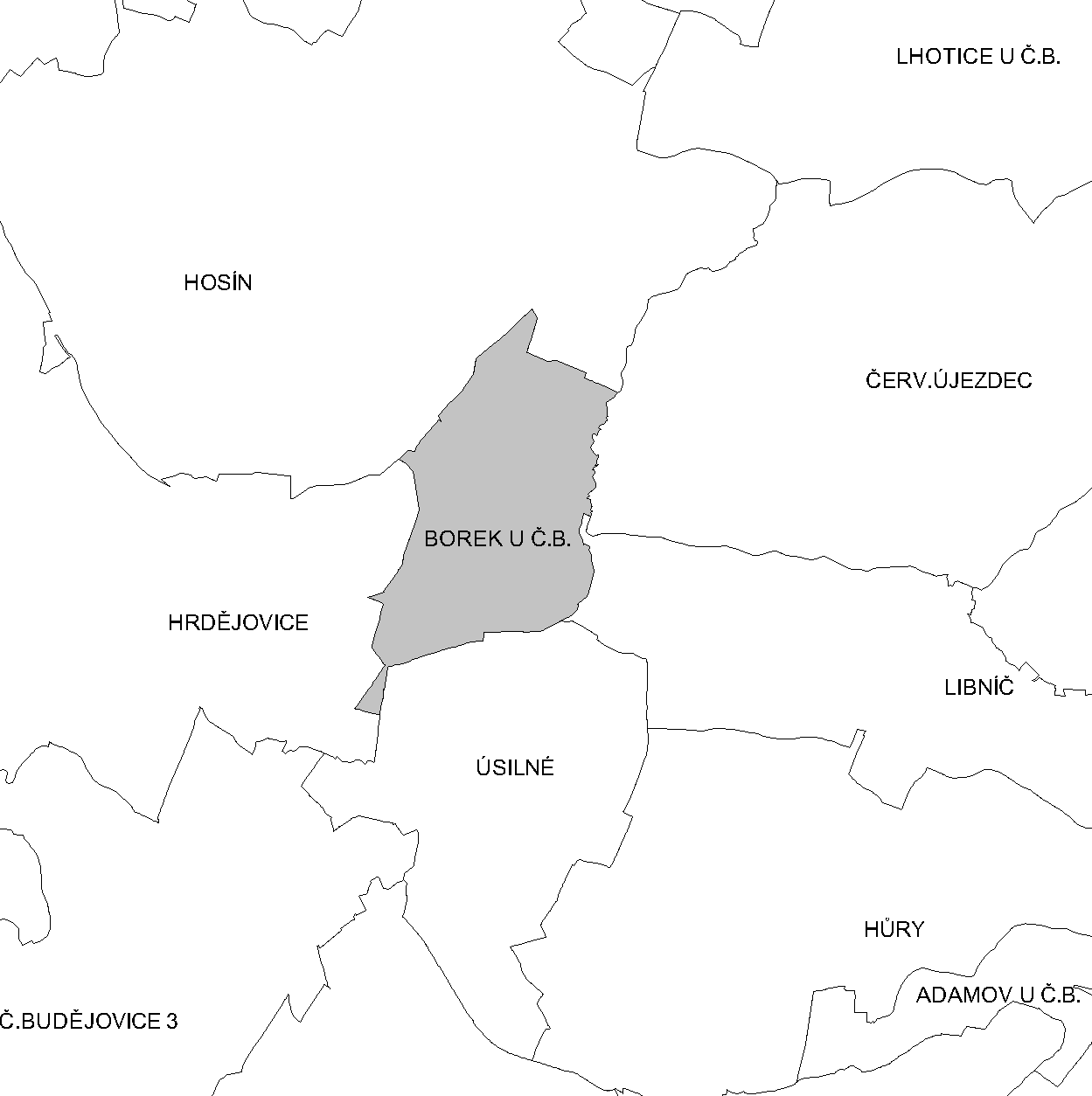
Katastrální území Borku

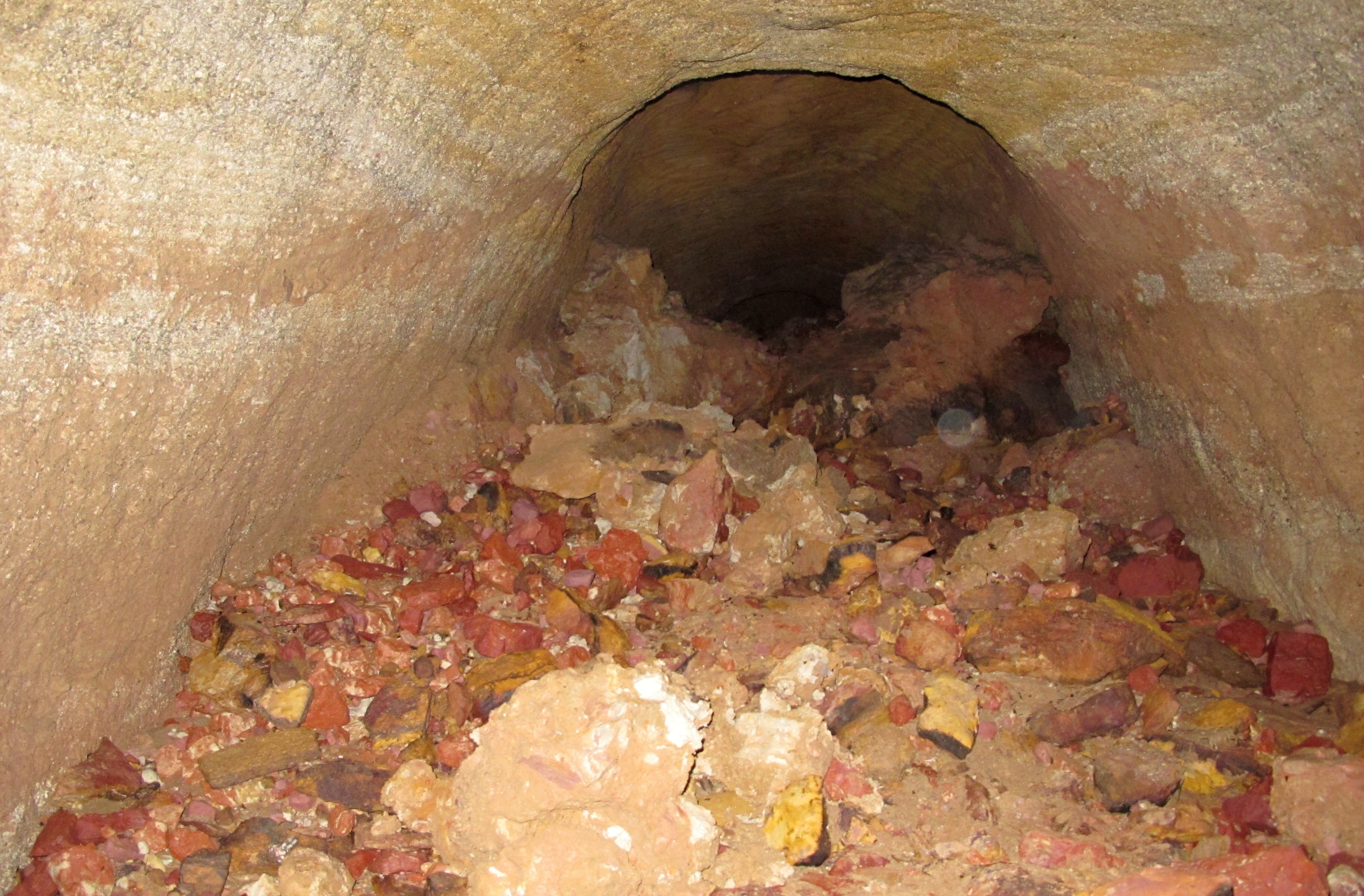
Jedna z chodeb PP Orty

Okolí Borku bylo osídleno již v pravěku. Při archeologickém průzkumu před stavbou dálnice D3 zde bylo prozkoumáno sídliště ze starší doby bronzové. Obec je pojmenována podle blízkého lesa Borku, ve kterém jsou samé borovice. Vznik sídla se váže k trase císařské silnice, která byla v letech 1753 až 1755 namísto dosavadního západnějšího směrování přes Kněžské Dvory a Hrdějovice přeložena přímo přes zmíněný les, patřící k hlubockému panství Schwarzenbergů. Na vrchnostenské pastvině při silnici byla roku 1805 postavena první chalupa, v letech 1812 až 1816 přibyly další tři a panská zájezdní hospoda, čímž byl položen základ budoucí obci. Osada byla pro nemajetnost svých prvních obyvatel v počátcích zvána Bída; tento název je poprvé doložen k roku 1820 (Na Bídě). V 19. století se užívala obě pojmenování, Bída i Borek, přičemž druhé z nich, které přece jen nebylo pociťováno jako hanlivé, nakonec nabylo vrchu a od počátku 20. století je jediným úředním názvem. Ve starších dobách nacházelo nemálo zdejších obyvatel obživu v hornictví, poněvadž od čtyřicátých let 19. století se u Borku těžila železná ruda a kaolin. Postupně se zvětšující sídlo nemělo vlastní katastrální území a od vzniku obecního zřízení v roce 1850 po více než sto let spadalo dílem pod Hosín, z části též k Úsilnému a Hrdějovicím. Samostatnou obcí s vlastním katastrem se stal Borek teprve 16. května 1954. Růst obce trvá dodnes, přičemž v současnosti těží především z těsného sousedství Českých Budějovic.
| Rok            | 1869 | 1880 | 1890 | 1900 | 1910 | 1921 | 1930 | 1950 | 1961 | 1970 | 1980 | 1991 | 2001 |
| -------------- | ---- | ---- | ---- | ---- | ---- | ---- | ---- | ---- | ---- | ---- | ---- | ---- | ---- |
| Počet obyvatel | 68   | 134  | 186  | 191  | 159  | 165  | 290  | 247  | 325  | 337  | 852  | 991  | 1133 |
| Počet domů     | 9    | 13   | 13   | 13   | 13   | 14   | 51   | 70   | 73   | 87   | 176  | 220  | 276  |

## Pamětihodnosti
- Bývalá schwarzenberská zájezdní hospoda čp. 1, klasicistní stavba z let 1815 až 1816
- Pomník padlým v první světové válce z roku 1936
- Dřevěná sloupková zvonička
- Těleso zaniklé úzkorozchodné lesní drážky z počátku 20. století, spojující Kyselou vodu v libníčském polesí s Českými Budějovicemi
- Přírodní památka Orty
- Chyňavská cihelna

## Galerie

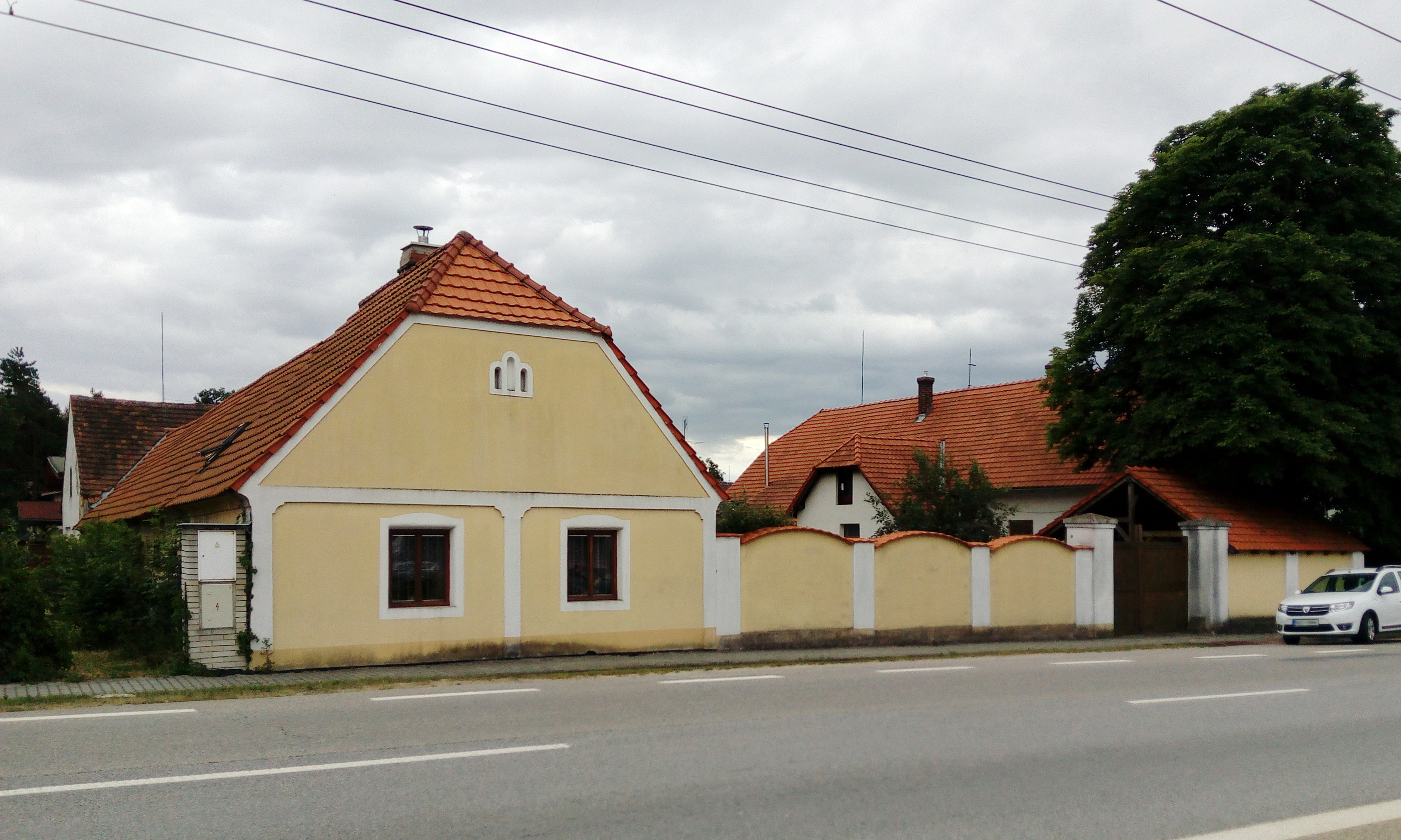
Bývalý schwarzenberský hostinec
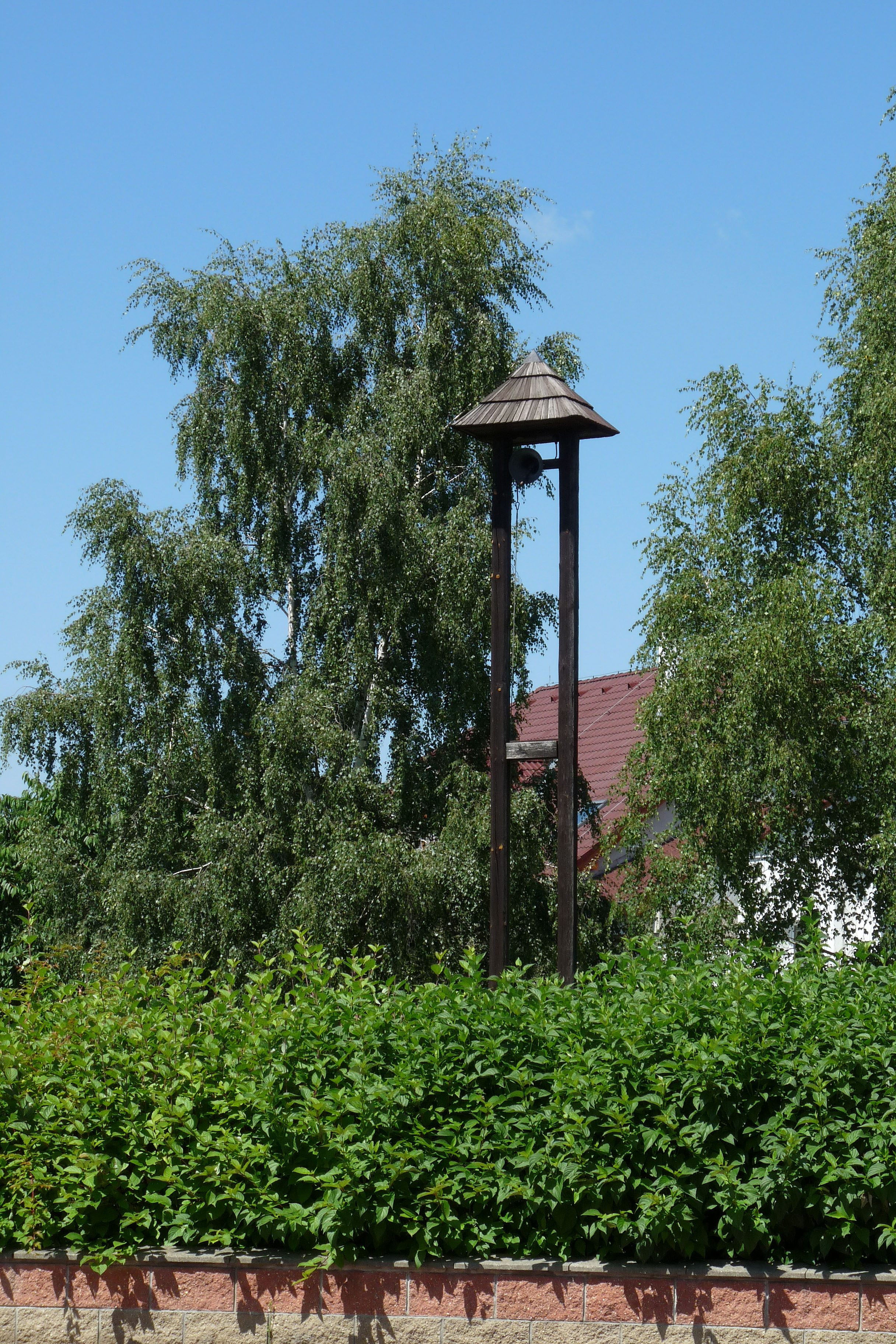
Kulturní památka – zvonička
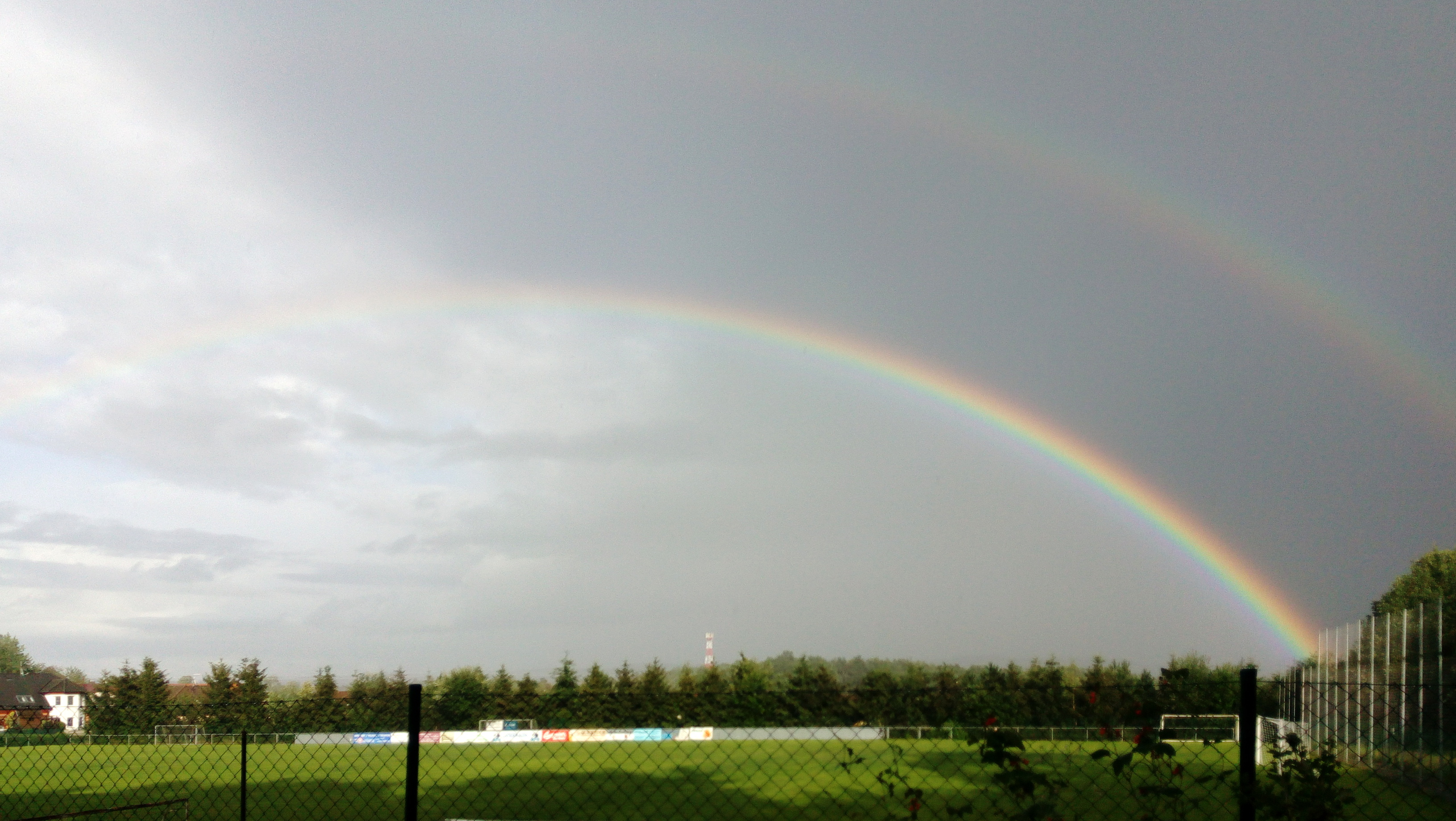
Dvojitá duha nad fotbalovým hřištěm
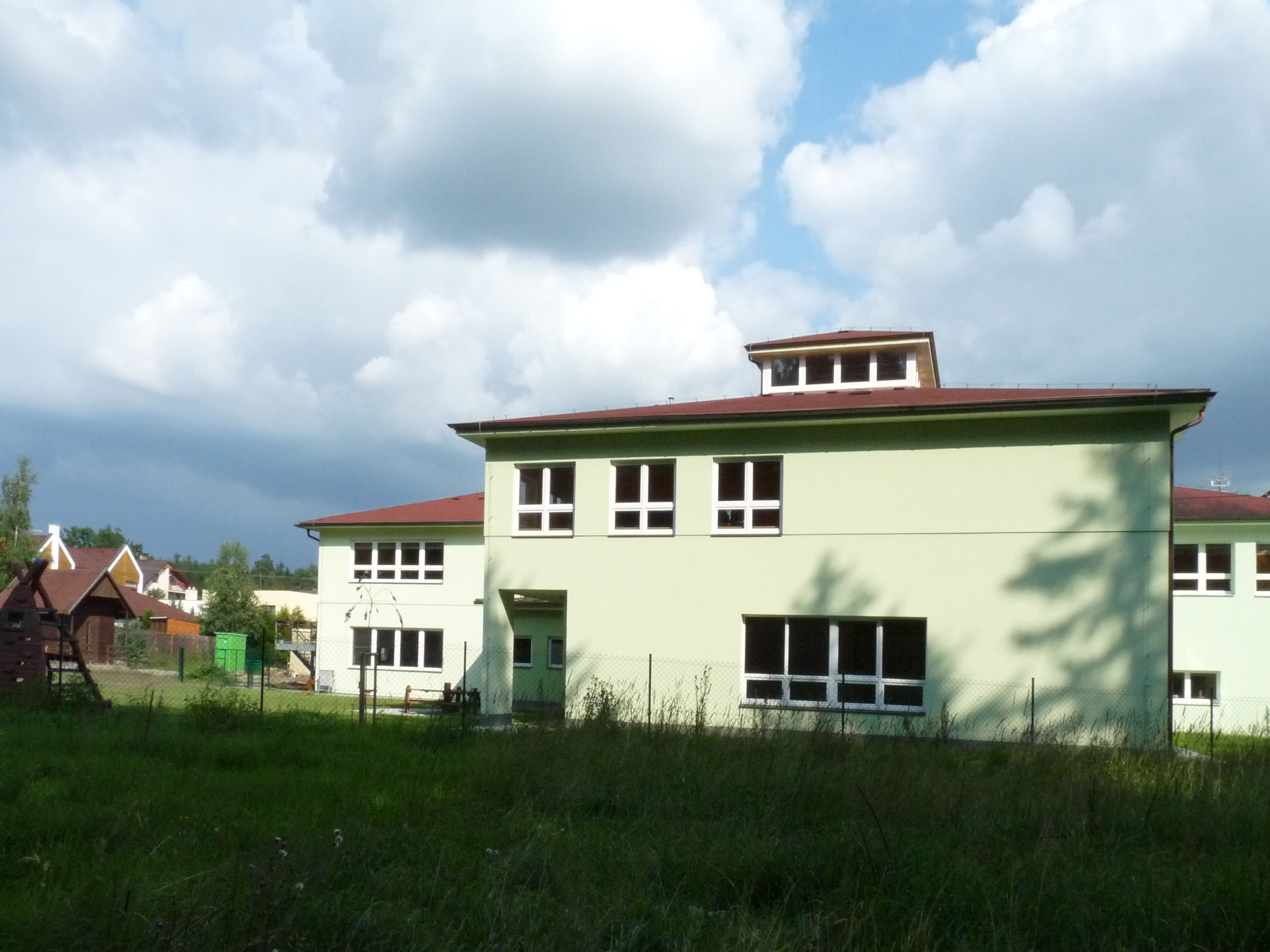
Základní škola
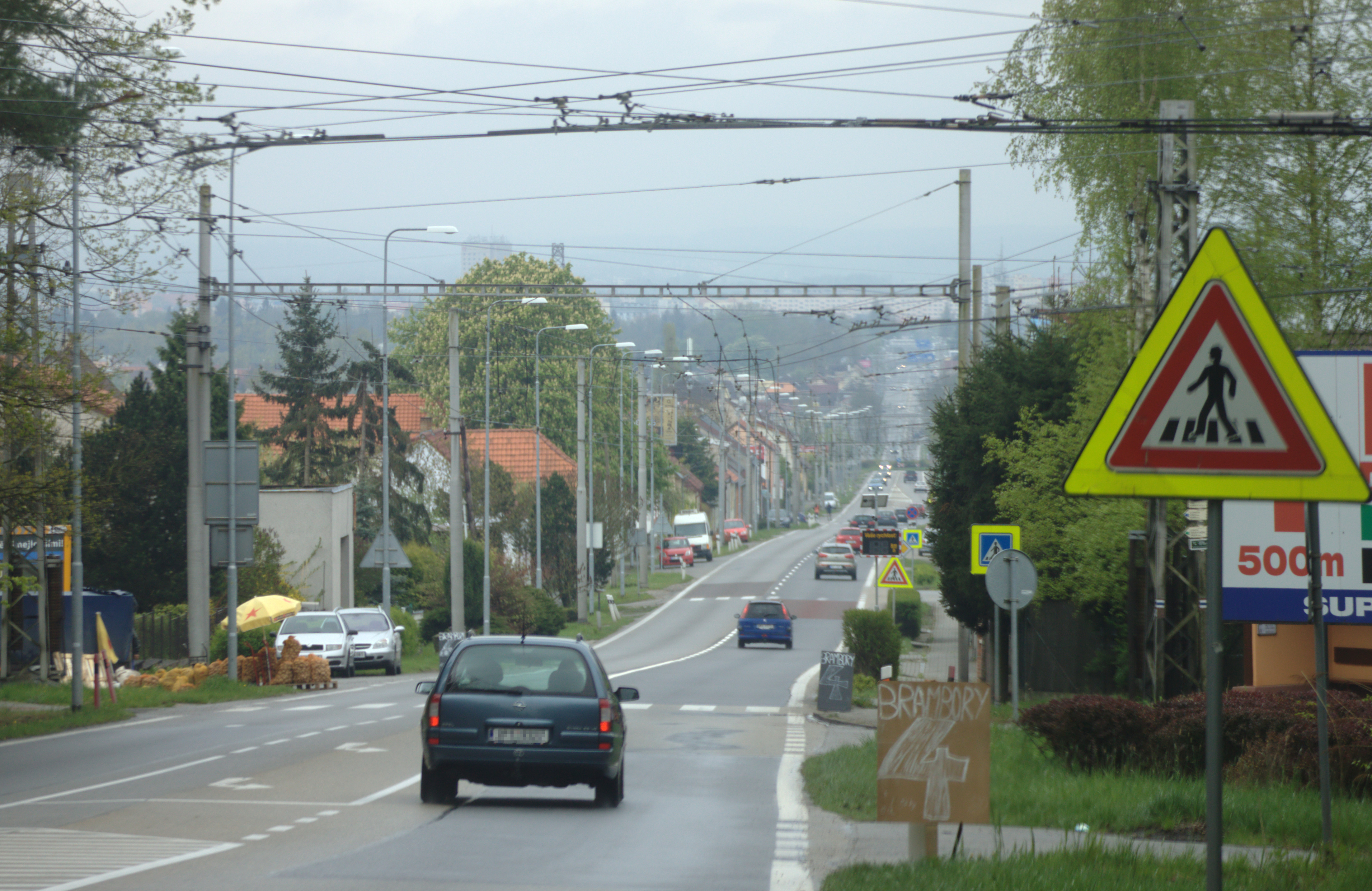
Pražská třída vedoucí do Českých Budějovic